# Campeonato Mundial de Natação em Piscina Curta de 2012 - 200 m borboleta masculino
A prova dos 200 metros nado borboleta masculino do Campeonato Mundial de Natação em Piscina Curta de 2012 foi disputado em 16 de dezembro em Istambul  na Turquia.

## Recordes
Antes desta competição, os recordes mundiais e do campeonato nesta prova eram os seguintes:
|    | Nome            | Nacionalidade | Tempo   | Local      | Data                   |
| -- | --------------- | ------------- | ------- | ---------- | ---------------------- |
| WR | Kaio de Almeida | Brasil        | 1:49.11 | Estocolmo  | 10 de novembro de 2009 |
| CR | Moss Burmester  | Nova Zelândia | 1:51.05 | Manchester | 13 de abril de 2008    |

## Medalhistas
| Ouro                | Prata             | Bronze                  |
| Kazuya Kaneda (JPN) | László Cseh (HUN) | Nikolay Skvortsov (RUS) |

## Resultados

### Eliminatórias
As eliminatórias ocorreram dia 16 de dezembro. 
| Colocação | Bateria | Raia | Nome                        | Tempo   | Notas |
| --------- | ------- | ---- | --------------------------- | ------- | ----- |
| 1         | 5       | 4    | Nikolay Skvortsov (RUS)     | 1:52.64 | Q     |
| 2         | 4       | 4    | Kazuya Kaneda (JPN)         | 1:53.14 | Q     |
| 3         | 3       | 4    | László Cseh (HUN)           | 1:53.26 | Q     |
| 4         | 4       | 6    | Grant Irvine (AUS)          | 1:53.74 | Q     |
| 5         | 5       | 2    | Michal Poprawa (POL)        | 1:53.80 | Q     |
| 6         | 3       | 5    | Yuki Kobori (JPN)           | 1:53.85 | Q     |
| 7         | 4       | 7    | Robert Bollier (USA)        | 1:53.87 | Q     |
| 8         | 5       | 6    | Joeri Verlinden (NED)       | 1:53.91 | Q     |
| 9         | 3       | 6    | Robert Žbogar (SLO)         | 1:54.11 |       |
| 10        | 3       | 2    | Gal Nevo (ISR)              | 1:54.16 |       |
| 11        | 5       | 7    | Zackariah Chetrat (CAN)     | 1:54.28 |       |
| 12        | 1       | 8    | Wu Peng (CHN)               | 1:54.29 |       |
| 13        | 4       | 1    | Mark Dylla (USA)            | 1:54.40 |       |
| 14        | 1       | 2    | Chen Yin (CHN)              | 1:54.49 |       |
| 15        | 3       | 3    | Mauricio Fiol (PER)         | 1:55.02 |       |
| 16        | 4       | 5    | Velimir Stjepanović (SRB)   | 1:55.41 |       |
| 17        | 4       | 2    | Evgeny Koptelov (RUS)       | 1:55.63 |       |
| 18        | 5       | 1    | Roberto Pavoni (GBR)        | 1:55.67 |       |
| 19        | 4       | 0    | Andreas Vazaios (GRE)       | 1:55.77 |       |
| 20        | 5       | 3    | Bence Biczó (HUN)           | 1:56.28 |       |
| 21        | 3       | 7    | Hsu Chi-Chieh (TPE)         | 1:56.64 |       |
| 22        | 2       | 6    | Michael Meyer (RSA)         | 1:56.68 |       |
| 23        | 2       | 4    | Coleman Allen (CAN)         | 1:57.45 |       |
| 24        | 3       | 0    | Matthew Johnson (GBR)       | 1:57.48 |       |
| 25        | 4       | 8    | Jakub Maly (AUT)            | 1:57.91 |       |
| 26        | 5       | 8    | Chang Gyu-Cheol (KOR)       | 1:58.51 |       |
| 27        | 2       | 5    | Emmanuel Crescimbeni (PER)  | 1:59.34 |       |
| 28        | 3       | 8    | Joseph Schooling (SIN)      | 1:59.44 | NR    |
| 29        | 4       | 9    | Ng Kai Wee Rainer (SIN)     | 1:59.78 |       |
| 30        | 3       | 1    | Alexandre Liess (SUI)       | 2:00.34 |       |
| 31        | 2       | 7    | Marko Blaževski (MKD)       | 2:01.96 |       |
| 32        | 2       | 8    | Teimuraz Kobakhidze (GEO)   | 2:02.27 |       |
| 33        | 2       | 1    | Ayman Klzie (SYR)           | 2:02.41 |       |
| 34        | 5       | 9    | Pavel Naroskin (EST)        | 2:02.62 |       |
| 35        | 2       | 2    | Carlos Orihuela (PAR)       | 2:04.26 |       |
| 36        | 2       | 0    | Joaquin Sepulveda (CHI)     | 2:04.39 |       |
| 37        | 2       | 9    | Nuno Rola (ANG)             | 2:08.43 |       |
| 38        | 1       | 4    | Paul Elaisa (FIJ)           | 2:15.03 |       |
| 39        | 1       | 7    | Lao Kuan Fong (MAC)         | 2:15.23 |       |
| 40        | 1       | 5    | Sio Ka Kun (MAC)            | 2:19.39 |       |
| 41        | 1       | 3    | Khalid Baba (BHR)           | 2:20.01 |       |
| 42        | 1       | 6    | Franc Aleksi (ALB)          | 2:20.31 |       |
| 43        | 4       | 3    | Victor Bromer (DEN)         | DSQ     |       |
| 44        | 1       | 1    | Marcos Lavado (VEN)         | DNS     |       |
| 44        | 2       | 3    | Nurettin Yildir Erhan (TUR) | DNS     |       |
| 44        | 3       | 9    | Pedro Pinotes (ANG)         | DNS     |       |
| 44        | 5       | 0    | Taki M'Rabet (TUN)          | DNS     |       |
| 44        | 5       | 5    | Chad le Clos (RSA)          | DNS     |       |

### Final
A final teve sua disputa realizada em 16 de dezembro. 
| Colocação         | Raia | Nome              | Nacionalidade  | Tempo   | Notas |
| ----------------- | ---- | ----------------- | -------------- | ------- | ----- |
| Medalha de ouro   | 5    | Kazuya Kaneda     | Japão          | 1:51.01 | CR    |
| Medalha de prata  | 3    | László Cseh       | Hungria        | 1:51.66 |       |
| Medalha de bronze | 4    | Nikolay Skvortsov | Rússia         | 1:52.33 |       |
| 4                 | 7    | Yuki Kobori       | Japão          | 1:53.14 |       |
| 5                 | 8    | Joeri Verlinden   | Países Baixos  | 1:53.49 |       |
| 6                 | 1    | Robert Bollier    | Estados Unidos | 1:53.85 |       |
| 7                 | 6    | Grant Irvine      | Austrália      | 1:54.11 |       |
| 8                 | 2    | Michal Poprawa    | Polónia        | 1:54.20 |       |

Legenda
| Recorde mundial       | Recorde mundial (World record)               |                       | Recorde africano                      | Recorde africano (African) |                                           | Q | Classificado por posição (Qualified) |
| Recorde do campeonato | Recorde do campeonato (Championship record)  | Recorde da América    | Recorde da América (Americas)         | q                          | Classificado por melhor tempo (Qualified) |   |                                      |
| Melhor marca do ano   | Melhor marca do ano (World leading)          | Recorde asiático      | Recorde asiático (Asian)              | DNS                        | Não largou (Did not start)                |   |                                      |
| Recorde nacional      | Recorde nacional (National record)           | Recorde europeu       | Recorde europeu (European)            | DNF                        | Não terminou (Did not finish)             |   |                                      |
| Recorde pessoal       | Recorde pessoal do atleta (Personal best)    | Recorde da Oceania    | Recorde da Oceania (Oceania)          | DSQ / DQ                   | Desclassificado (Disqualified)            |   |                                      |
| Recorde da temporada  | Recorde da temporada do atleta (Season best) | Recorde sul-americano | Recorde sul-americano (South America) | NM                         | Sem marca (No mark)                       |   |                                      |